# Ghader Mizbani Iranagh
Ghader Mizbani Iranagh (en persa: قادر میزبانی, Tabriz, 6 de setembre de 1975) és un ciclista iranià, ja retirat, que fou professional del 2003 al 2018. Vencedor de nombroses curses de l'UCI Àsia Tour, també ha guanyat diversos campionats nacionals. El 2004 va ser suspès per dopatge durant un mes. El 2008 i 2012 va prendre part en els Jocs Olímpics d'Estiu de Pequín i Londres, respectivament.

## Palmarès
- 1998
  - Medalla d'or als Jocs Asiàtics en contrarellotge
  - Vencedor de 3 etapes al Tour de l'Azerbaidjan
- 2000
  - 1r al Tour de Milad de Nour
  - 1r al Tour de l'Azerbaidjan
- 2001
  - Campió de l'Iran en ruta
  - Campió de l'Iran en contrarellotge
  - 1r al Tour de Milad de Nour
  - 1r a la Volta a Aràbia Saudita i vencedor de 2 etapes
- 2002
  - 1r a la Volta a Aràbia Saudita i vencedor d'una etapa
  - 1r a la Volta a Turquia i vencedor d'una etapa
  - 1r al Tour de l'Azerbaidjan i vencedor de 2 etapes
  - Vencedor d'una etapa a la Volta a Sèrbia
- 2003
  - 1r al Tour de Taiwan i vencedor d'una etapa
  - Vencedor d'una etapa a la Volta a Turquia
- 2004
  - Vencedor d'una etapa a la Volta a Indonèsia
- 2005
  - 1r al Tour de l'Azerbaidjan i vencedor d'una etapa
  - Vencedor d'una etapa al Kerman Tour
  - Vencedor d'una etapa al Tour de Java oriental
  - Vencedor d'una etapa a la Volta al llac Qinghai
- 2006
  - 1r a l'UCI Àsia Tour
  - Campió de l'Iran en contrarellotge
  - 1r a la Volta a Turquia i vencedor d'una etapa
  - 1r al Kerman Tour i vencedor d'una etapa
  - 1r al Tour de l'Azerbaidjan i vencedor d'una etapa
  - 1r al Tour de Java oriental i vencedor d'una etapa
  - 1r al Tour de Milad de Nour i vencedor de 2 etapes
- 2007
  - Campió de l'Iran en ruta
  - 1r al Tour de Milad de Nour i vencedor d'una etapa
  - Vencedor d'una etapa al Tour de Siam
  - Vencedor d'una etapa al Tour de Taiwan
  - Vencedor d'una etapa al Kerman Tour
  - Vencedor d'una etapa al Tour de l'Azerbaidjan
- 2008
  - 1r al Kerman Tour
  - 1r al Tour de Java oriental i vencedor d'una etapa
  - 1r a la Volta a Indonèsia i vencedor de 2 etapes
  - Vencedor d'una etapa al International Presidency Tour
  - Vencedor de 2 etapes al Tour de l'Azerbaidjan
- 2009
  - 1r a l'UCI Àsia Tour
  - 1r al International Presidency Tour i vencedor d'una etapa
  - 1r a la Volta al Singkarak i vencedor d'una etapa
  - Vencedor de 2 etapes a la Volta al llac Qinghai
  - Vencedor d'una etapa al Tour de l'Azerbaidjan
  - Vencedor d'una etapa a la Volta a Indonèsia
- 2010
  - 1r a la Volta al Singkarak i vencedor d'una etapa
  - 1r al Tour de l'Azerbaidjan i vencedor de 3 etapes
  - Vencedor d'una etapa a la Volta al llac Qinghai
- 2011
  - 1r al Milad De Nour Tour i vencedor d'una etapa
- 2013
  - Campió de l'Iran en ruta
  - 1r al Tour de l'Iran i vencedor d'una etapa
  - 1r a la Volta al Singkarak
  - 1r al Tour de les Filipines i vencedor d'una etapa
  - 1r al Tour de Borneo i vencedor d'una etapa
- 2014
  - 1r al Tour de l'Iran i vencedor d'una etapa
  - 1r al Tour de Java oriental i vencedor d'una etapa
  - Vencedor d'una etapa a la Volta al Japó
- 2016
  - Vencedor d'una etapa al Tour de l'Iran